# ریوییر-او-تونر، کبک
ریوییر-او-تونر (به فرانسوی: Rivière-au-Tonnerre) شهری در منطقه شهری منگانی ناحیه کوت-نور در استان کبک کانادا است. در سرشماری سال ۲۰۱۱ این شهر ۳۶۵ نفر جمعیت داشته‌است و مساحت آن ۱٬۳۳۱٫۱۷ کیلومتر مربع است.